# Miribel, Ain
Miribel je naselje in občina v jugovzhodnem francoskem departmaju Ain regije Rona-Alpe. Leta 1999 je naselje imelo 8.600 prebivalcev.

## Geografija
Kraj se nahaja v severnem zaledju Lyona, od katerega ga loči naravni park - jezero Lac Miribel-Jonage, 69 km južno od Bourga.

## Administracija
Miribel je sedež istoimenskega kantona, v katerega so poleg njegove vključene še občine Beynost, Neyron, Saint-Maurice-de-Beynost in Thil z 19.195 prebivalci.
Kanton je sestavni del okrožja Bourg-en-Bresse.